# Kevin Huerter

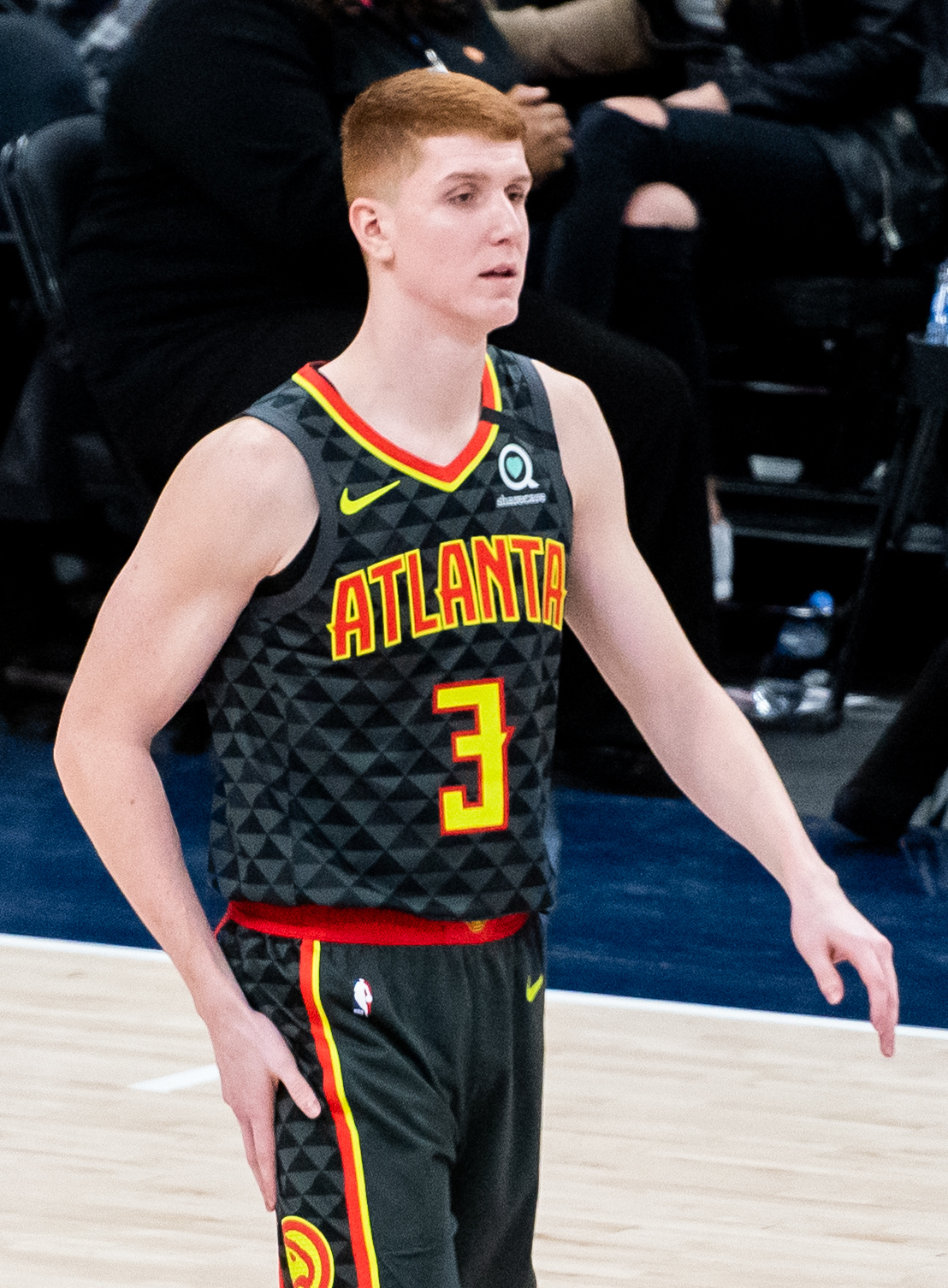
Kevin Huerter, 2020.

Kevin Joseph Huerter, född 27 augusti 1998 i Albany i New York, är en amerikansk professionell basketspelare (SG/SF) som spelar för Chicago Bulls i National Basketball Association (NBA). Han har tidigare spelat för Atlanta Hawks och Sacramento Kings.
Huerter draftades av Atlanta Hawks i första rundan i 2018 års draft som 19:e spelare totalt.
Innan han blev proffs studerade Huerter vid University of Maryland och spelade för deras idrottsförening Maryland Terrapins.